# Bevrijdingslinde van de Jordaankinderen
Bevrijdingslinde van de Jordaankinderen is een oorlogsmonument in Amsterdam-Centrum.
Op 4 mei 1946 werd in een plantsoen aan het Marnixplein ten zuiden van brug 128 op de westelijke van de Lijnbaansgracht een linde geplant. De bevrijdingslinde werd geplant ter nagedachtenis van kinderen in de Jordaan (de wijk ligt aan de andere kant van de Lijnbaansgracht), die de Tweede Wereldoorlog niet overleefd hadden. Drie jaar later werd een grijze steen onthuld, waarop in zwarte letters de tekst staat: Bevrijdingslinde van de Jordaankinderen, 4 mei 1946. De boom en plaquette moeten de herinnering levend houden aan de Bevrijding van de Duitse bezetting in Nederland in de periode 1940-1945.
Onder de gedenksteen bevindt zich een urn met daarin de namen van de kinderen die meebetaalden aan de gedenksteen. In 1984 gingen boom en gedenksteen bijna verloren toen het Gemeentelijk Energie Bedrijf hier een elektriciteitshuisje wilde bouwen.